# ムクドリの眼をした少年
『ムクドリの眼をした少年』は日本のネオアコ・バンドである b-flower の 2nd アルバム。1992年12月10日にポルスプエスト・レコードより発売された。
全作詞および作曲の殆どを手がけたヴォーカルおよびギターの八野英史は、「この作品は、b-flower のアルバムの中でも「はちのひでし」の原液濃度が濃く、僕にとっては作っておかなければならなかった一作だったのではないかと思う」と語っている。

## 収録曲
1. 太陽を待ちながら (4:35)
  - 作詞・作曲：八野英史
2. ママをシャベルで打つな(2:40)
  - 作詞・作曲：八野英史
  - 八野によると、映画『明日に向って撃て!』の中で、ポール・ニューマンがキャサリン・ロスを自転車に乗せて歌う「ママをシャベルで打つな、心にアザができるから…」に触発された曲[1]。
3. 春の晴れた午後、シャングリラは… (3:25)
  - 作詞・作曲：八野英史
4. 孤立するピーターのくるぶし (3:24)
  - 作詞：八野英史、作曲：八野英史、鈴木浩
  - 鈴木による原曲を聴いて脳裏に、「旧ソ連の寒々とした平原に立つ、やせ細った少年の膝から下の映像が写し出された」（八野）[1]。
5. 冬の最後の雪 (4:20)
  - 作詞：八野英史、作曲：宮大
  - オリジナル・バージョン。別バージョンがミニアルバム『Clover Chronicles I』に収録されている。宮が加入前に作りためていたデモ・テープの中には、この曲の原曲が（かなり完成されたアレンジで）すでに入っていたという[1]。
6. ゆりかごに眠る老人 (2:18)
  - 作詞・作曲：八野英史
  - 歌詞に出てくるコリン・スミスは、『長距離ランナーの孤独』の主人公。
7. 冷蔵庫を捨てる (1:58)
  - 作曲：小池克典
  - インストゥルメンタル曲。
8. Bye Bye Canary Bird (3:09)
  - 作詞・作曲：八野英史
9. Nobody Knows This Is Nowhere (4:30)
  - 作詞：八野英史、作曲：八野英史、宮大
10. 動物園へ行こうよ (3:27)
  - 作詞・作曲：八野英史
  - EP『Nobody Knows This Is Nowhere』収録のオリジナル・バージョンとは別バージョン。

## 備考
- 制作が始まってまもなく、ベースの湯田が諸事情のため脱退。
- 湯田本人の推薦で加入が決まった宮の初参加アルバム。作曲も二曲、手がけている（うち一曲は八野との共同）。
- 同時に、キーボードの小池の最後の参加アルバム。アコーディオンも演奏し、作曲も手がけた。
- アルバムの最後に、『冷蔵庫を捨てる』の流れを汲む53秒のインスト曲が入っているが、タイトルの記載はない。
- アルバム・ジャケットの冒頭に、フレミングの法則が引用されている。
- 同名の『ムクドリの眼をした少年』という曲は、同アルバムにはない。b-flower の変名バンドのひとつである Five Beans Chup が2000年に発表したアルバム The First Day of Summer に収録されている。
- 2010年現在、廃盤。